# Perityle congesta
Perityle congesta là một loài thực vật có hoa trong họ Cúc. Loài này được (M.E.Jones) Shinners mô tả khoa học đầu tiên năm 1959.